# San Agustín del Guadalix
San Agustín del Guadalix és un municipi de la Comunitat de Madrid, proper a la Sierra de Guadarrama. Limita al nord amb Pedrezuela, a l'est amb El Molar i Algete, i al sud i oest amb Colmenar Viejo.